# Alberto Moreno Pérez
Alberto Moreno Pérez (Sevilla, 5 de julho de 1992) é um futebolista espanhol que atua como lateral-esquerdo. Atualmente joga no Como.

## Trajetória

### Sevilla
Nascido em Sevilha, na Andaluzia, Moreno passou pelas categorias de base no Sevilla, iniciando sua primeira temporada como Profissional, no Sevilla B na terceira divisão. No dia 8 de abril de 2012 ele fez sua estreia na equipe principal, saindo do banco de reservas, nos últimos minutos da perdida contra o Atlhteic Bilbao. Em fevereiro de 2013, Moreno foi definitivamente promovido ao time principal. No dia 4 de outubro ele renovou o seu vínculo com o clube, assinando até 2018.
No dia 20 de outubro de 2013 Moreno marcou seu primeiro gol profissional, marcando o segundo de um empate em 2 a 2 com o  Valladolid.

### Liverpool
No dia 12 de agosto de 2014, depois de um mês e meio de negociações, foi contratado pelo Liverpool por £ 12.000.000. Já no dia 26 de agosto de 2014, Moreno fez sua estreia no Liverpool num jogo da Premier League contra o Manchester City, onde jogou os 90 minutos da partida. Marcou seu primeiro gol pelos Reds no dia 31 de agosto de 2014, em uma vitória por 3 a 0 contra o Tottenham. Na última temporada, veio sendo criticado e passou a estar no banco de reservas por opção de Jürgen Klopp, que preferiu improvisar James Milner (meia de origem).

### Villareal
No dia 9 de julho de 2019 foi confirmado como novo reforço do Villarreal, da Espanha. O lateral assinou sem custos após o termino do seu contrato com o Liverpool.

### Como
Em 19 de julho de 2024, após ficar livre no mercado, Moreno assinou um contrato de um ano com o Como, clube da Série A da Itália.

## Seleção Espanhola
Depois de ser campeão da Eurocopa Sub-21 em 2013, Moreno foi convocado para a Seleção Espanhola no dia 4 de outubro de 2013, para a eliminatórias da Copa do Mundo 2014. Fez a sua estreia no dia 15, jogando os 90 minutos na vitória por 2 a 0 contra a Seleção da Geórgia em Albacete. Moreno foi incluído na lista dos 30 pré-convocados para a Copa do Mundo de 2014, mas foi um dos sete jogadores cortados da Seleção na lista final.

## Títulos
Sevilla
- Liga Europa da UEFA: 2013–14[17]

Liverpool
- Liga dos Campeões da UEFA: 2018–19

Villarreal
- Liga Europa: 2020–21

Espanha
- Eurocopa Sub-21: 2013

### Prêmios individuais
- Equipe do torneio do Campeonato Europeu Sub-21 de 2013